# Beauchamps (Somma)
Beauchamps – miejscowość i gmina we Francji, w regionie Hauts-de-France, w departamencie Somma.
Według danych na rok 2011 gminę zamieszkiwały 1043 osoby, a gęstość zaludnienia wynosiła 144 osoby/km² (wśród 2293 gmin Pikardii Beauchamps plasuje się na 290. miejscu pod względem liczby ludności, natomiast pod względem powierzchni na miejscu 672.).